# Trentepohlia monacantha
Trentepohlia monacantha là một loài ruồi trong họ Limoniidae. Chúng phân bố ở miền Australasia.